# Михалёв, Анатолий Андреевич
Михалёв Анатолий Андреевич (4 июня 1943, Троицкий, Сталинградская область — 13 ноября 2017) — советский и российский партийный и государственный деятель.

## Биография
Родился 4 июня 1943 года в Троицком (ныне — в городском округе Михайловка Волгоградской области). Окончил Волгоградский СХИ (1965), заочно — Высшую партийную школу при ЦК КПСС (1978). Доктор экономических наук (1997), профессор (1998), академик РАСХН (2005).
Учёный в области развития аграрного сектора экономики.
- Старший инженер по новой технике Новодеревеньковской райсельхозтехники Орловской обл. (1965—1966).
- Главный инженер Краснозоренской райсельхозтехники Орловской обл. (1966—1967). Советская Армия (1967—1969).
- Главный инженер (1969—1970), управляющий (1970—1973) Колпненской райсельхозтехникой Орловской обл.
- Председатель Колпненского райисполкома (1973—1976).
- Директор производственного объединения «Орелсельхозмонтажкомплект» (1976—1980).
- Первый заместитель председателя (1980—1985), председатель (1985—1986) областного объединения «Сельхозтехника», г. Орел.
- Первый заместитель председателя (1986—1989), председатель (1989—1992) Агропромышленного комитета Орловской обл.
- Начальник Управления сельского хозяйства (1992—1994), начальник Управления сельского хозяйства и продовольствия (1994—1999) Орловской обл.
- Первый заместитель Министра сельского хозяйства и продовольствия РФ (1999—2000).
- Статс-секретарь-первый заместитель Министра сельского хозяйства РФ (2000—2004).
- Руководитель Федерального агентства по сельскому хозяйству (с 18.03.2004).
- Центр рыночной информации АПК (2005).

Разработал стратегически важные для АПК России нормативные правовые акты. Усовершенствовал техническую политику, способствовал выработке и совершенствованию мер государственной политики в области регулирования продовольственного рынка России, формированию рыночной инфраструктуры. Принимал участие в разработке приоритетных научно-обоснованных мер по Основным направлениям агропродовольственной политики Правительства РФ на период до 2010 г.
Скончался 13 ноября 2017 года.

## Награды и достижения
- Орден Почёта (27 апреля 2002 года) — за высокие достижения в производственной деятельности, большой вклад в укрепление дружбы и сотрудничества между народами[2].
- Орден Дружбы (13 июня 1996 года) — за заслуги перед государством и многолетний добросовестный труд[3].
- Заслуженный инженер сельского хозяйства РСФСР (1985).
- Орден «Знак Почёта» (1986).
- Награждён 3 медалями РФ.
- Почётная грамота Кабинета Министров Украины (9 марта 2004 года) — за весомый вклад в укрепление сотрудничества между Украиной и Российской Федерацией в области сельского хозяйства и по случаю празднования 50-летия начала освоения целинных и залежных земель[4].
- Опубликовал более 50 научных трудов.